# ماريا أريكسون
ماريا أريكسون (بالإنجليزية: Maria Eriksson)‏ هي عارضة بريطانية، ولدت في 29 يوليو 1984 في ليدز في المملكة المتحدة.